# Stony Skunk
A Stony Skunk (koreaiul 스토니 스컹크, szuthoni szukhongkhu) Dél-Korea első reggae-duója volt, underground együttesként kezdték pályafutásukat, majd a YG Entertainmenthez igazoltak, ahol 2003-ban megjelent első lemezük, Stony Skunk címmel. 2008-ban az együttes feloszlott, amikor Skul1 bevonult katonának. S-Kush a kiadónál maradt dalszerző-producerként, e.knock illetve KUSH néven.

## Tagok
- Skul1: 조성진 Dzso Szongdzsin, 1979. november 2.
- S-Kush: 김병훈 Kim Bjonghun, 1984. július 28.

## Diszkográfia
- Stony Skunk (2003)
- Ragga Muffin (2005)
- Skunk Riddim (2006)
- More Fyah (2007)